# أنور قرقاش
أنور محمد قرقاش ( من مواليد 28 مارس 1959)، سياسي إماراتي، شغل منصب وزير الدولة للشؤون الخارجية بين فبراير 2008 وفبراير 2021. يعمل منذ فبراير 2021 كمستشار دبلوماسي كبير لرئيس دولة الإمارات العربية المتحدة.

## التعليم
درس في المدرسة الأحمدية وأكمل دراسته بثانوية دبي ثم ثانوية جمال عبدالناصر بدبي. حصل قرقاش على درجة البكالوريوس عام 1981 ودرجة الماجستير عام 1984 في العلوم السياسية من جامعة جورج واشنطن. ثم حصل على درجة الدكتوراه من كلية كينجز بجامعة كامبريدج عام 1990.

## المسيرة المهنية
خلال الأعوام من 1990 و 1995 عمل في سلك التدريس الجامعي في جامعة الإمارات العربية المتحدة في العين قام بتدريس مواد حكومة وسياسة دولة الإمارات، ونظم المقارنة وكذلك تدريس القضايا المتعلقة بأمن الخليج. وعمل من الأعوام 1995 إلى 2006 في القطاع الخاص وكان عضوا في مجلس إدارة غرفة تجارة دبي والمجلس الاقتصادي بإمارة دبي وعضو مجلس إدارة أبوظبي للإعلام.
انضم قرقاش إلى الحكومة الاتحادية عام 2006 كوزير للدولة لشؤون المجلس الوطني الاتحادي، كما عُيَّن في فبراير 2008 وزيرًا للدولة للشؤون الخارجية ووزيراً للدولة لشؤون المجلس الوطني، وفي فبراير 2016 وضمن التشكيل الوزاري الجديد، عُيَّن وزير الدولة للشؤون الخارجية.
إلى جانب عمله الوزاري، شغل منصب رئيس اللجنة الوطنية للانتخابات، حيث قام بالإشراف على الانتخابات التي عُقدت في دولة الإمارات عام 2006 وعام 2011 وعام 2015. وهو أيضاً رئيس اللجنة الوطنية لمكافحة الاتجار بالبشر، ورئيس فريق عمل دولة الإمارات العربية المتحدة للمراجعة الدولية لحقوق الإنسان، ورئيس مجلس أمناء مؤسسة العويس الثقافية، وهو عضو في مجلس أمناء الأكاديمية الإمارات الدبلوماسية.

## نشاطاته
- له العديد من المساهمات في المؤتمرات والدراسات المنشورة حول هذه القضايا.
- تولّى رئاسة تحرير سلسلة دراسات استراتيجية التي تصدر باللغتين العربية والإنجليزية عن مركز الإمارات للدراسات والبحوث الاستراتيجية.
- عضو مجلس إدارة مؤسسة الإمارات للإعلام منذ إنشائها.
- سبق له عضوية مجلس إدارة مؤسسة الاتحاد للصحافة والنشر.
- عضو مجلس أمناء مؤسسة العويس الثقافية.
- عضو مجلس إدارة غرفة تجارة وصناعة دبي منذ العام 1997 وعضو في المكتب التنفيذي بالغرفة بالإضافة إلى كونه رئيساً للجنة الشؤون الاقتصادية بالغرفة.

## نشاطه في أزمة مقاطعة قطر
في يونيو 2017، شنَّ وزير الدولة للشؤون الخارجية في الإمارات أنور قرقاش هجومًا على قطر لاستضافتها القيادة السياسية لحركة حماس الفلسطينية. الوزير الإماراتي وصف وجود قيادة الحركة في قطر أنه مشكلة للمنطقة بأكملها، وحذّر قطر من احتضانها لمن ينشر الفكر المتعصب والمتطرف في المنطقة.
في يوليو 2017، وفي إطار جهود الوزير في أزمة مقاطعة قطر، قال قرقاش خلال ندوة في العاصمة البريطانية لندن إن المملكة السعودية تمول الإرهاب بطريقة غير مباشرة. الوزير ذكر أن السعودية لديها مشاكل في التمويل الشخصي للإرهاب وهي تعلم جيدًا تلك المشاكل. الوزير الإماراتي أكد خلال الندوة نيّة المملكة معالجة هذه المشاكل ولكنه شكَّك في سرعة إجراءاتها في هذا الشأن، ودعا إلى فرض رقابة مشددة لمتابعة تطورات القضية.
في 24 أكتوبر 2017، اعترض محتجون سيارة وزير الدولة الإماراتي للشؤون الخارجية، أنور قرقاش، بعد خروجه من فندق "سانت بونكراس" وسط لندن، للتعبير عن غضبهم من سياسة الإمارات في اليمن. المحتجون هتفوا ضد قرقاش ووصفوه ب “قاتل اليمنيين" و"عميل إسرائيل".